# Phyxelida makapanensis
Espèce
Phyxelida makapanensis est une espèce d'araignées aranéomorphes de la famille des Phyxelididae.

## Distribution
Cette espèce est endémique d'Afrique du Sud,. Elle se rencontre dans des grottes au Mpumalanga et au Limpopo.

## Description
Le mâle décrit par Griswold en 1990 mesure 4,50 mm et la femelle 5,63 mm.

## Étymologie
Son nom d'espèce, composé de makapan et du suffixe latin -ensis, « qui vit dans, qui habite », lui a été donné en référence au lieu de sa découverte, Makapansgat.

## Publication originale
- Simon, 1894 : Note sur les arthropodes cavernicoles du Transvaal. Annales de la Société entomologique de France, vol. 63, p. 63-67 (texte intégral).